# Lantian

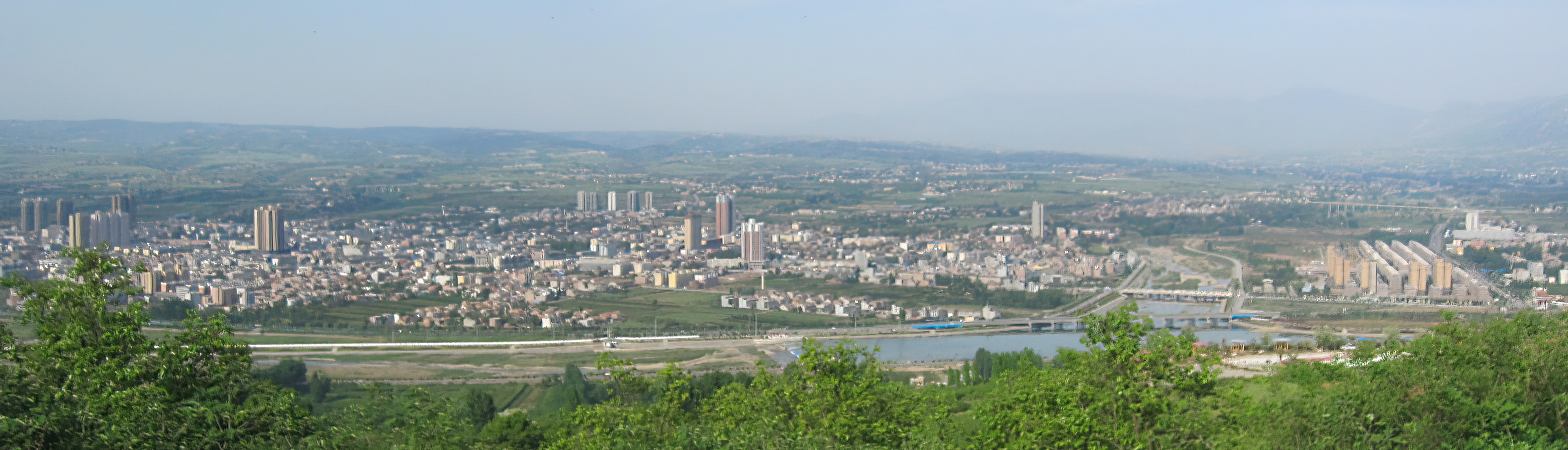
Blick von Westen auf Languan. Im Vordergrund der Ba-Fluss, rechts das Qinling-Gebirge.

Lantian (chinesisch 蓝田县, Pinyin Lántián Xiàn) ist ein Kreis im Südosten der Stadt Xi’an in der nordwestchinesischen Provinz Shaanxi. Lantian hat eine Fläche von 2.008 km² und 491.975 Einwohner (Stand: Zensus 2020). Ende 2018 betrug die Zahl der registrierten Einwohner ca. 655.000.

## Geschichte
Im Kreis Lantian wurden 1963 und 1964 in den Dörfern Chenjiawo und Gongwangling menschliche Fossilien gefunden, die dem sogenannten Lantian-Mensch zugewiesen werden. Die Chenjiawo-Stätte und die Gongwangling-Stätte stehen seit 1982 auf der Liste der Denkmäler der Volksrepublik China. Von dort wanderten die dem Homo erectus zugeordneten Frühmenschen am Ba-Fluss (灞河) entlang zum Wei He und dann zum Gelben Fluss.
Während der Westlichen Zhou-Dynastie (11. Jhd. – 771 v. Chr.) hieß Lantian „Mi“ (弭) und gehörte zum Stadtbereich von Zongzhou (宗周), der damaligen Hauptstadt des Reichs. 379 v. Chr., während der Östlichen Zhou-Dynastie (770–256 v. Chr.), errichtete König Ji Jiao dort den Kreis Lantian. Der Name bedeutet „Jadefeld“ und bezieht sich auf die hochqualitative Jade, die dort gefunden wird.
Während der Nördlichen Zhou-Dynastie (557–581) war Lantian zeitweise zur Kommandantur (郡, jùn) hochgestuft, mit der Aufsicht über den damaligen Kreis (heute Großgemeinde) Yushan und den Kreis Bailu (白鹿, die heutige Großgemeinde Tangyu). 573 wurden die beiden Kreise dann aber wieder zum Kreis Lantian vereinigt. Während all dieser Zeit, bis 1956, gehörte Lantian immer zum Bereich jener Stadt, die heute als Xi’an bekannt ist. Dann war der Kreis zeitweise direkt der Provinz Shaanxi unterstellt, ab 1961 dem Sondergebiet Weinan (渭南专区), bis er 1983 endgültig zur Stadt Xi’an zurückkehrte.
In der Großgemeinde Puhua befindet sich der Shuilu-Tempel, 
und im Dorf Wulitou (五里头村) der Großgemeinde Sanli (三里镇) die Familiengrabstätte Lantian Lu aus der Zeit der Nördlichen Song-Dynastie, die seit 1996 bzw. 2013 auf der Liste der Denkmäler der Volksrepublik China stehen.

## Administrative Gliederung
Auf Gemeindeebene setzt sich Lantian aus einem Straßenviertel und 18 Großgemeinden zusammen (Stand 2018). Diese sind:
- Straßenviertel Languan (蓝关街道), Zentrum, Hauptort, Sitz der Kreisregierung;
- Großgemeinde Xiehu (洩湖镇);
- Großgemeinde Huaxu (华胥镇);
- Großgemeinde Qianwei (前卫镇);
- Großgemeinde Tangyu (汤峪镇);
- Großgemeinde Jiaodai (焦岱镇);
- Großgemeinde Yushan (玉山镇);
- Großgemeinde Sanli (三里镇);
- Großgemeinde Puhua (普化镇);
- Großgemeinde Gepai (葛牌镇);
- Großgemeinde Wangchuan (辋川镇);
- Großgemeinde Lanqiao (蓝桥镇);
- Großgemeinde Bayuan (灞源镇);
- Großgemeinde Mengcun (孟村镇);
- Großgemeinde Ancun (安村镇);
- Großgemeinde Xiaozhai (小寨镇);
- Großgemeinde Sanguanmiao (三官庙镇);
- Großgemeinde Jiujianfang (九间房镇);
- Großgemeinde Hou (厚镇).[6]